# Waki-no-kamae
Waki-gamae (脇構:わきがまえ), quelques fois raccourci en waki, est l'une des cinq gardes au kendo avec jōdan, chūdan, gedan, et hassō

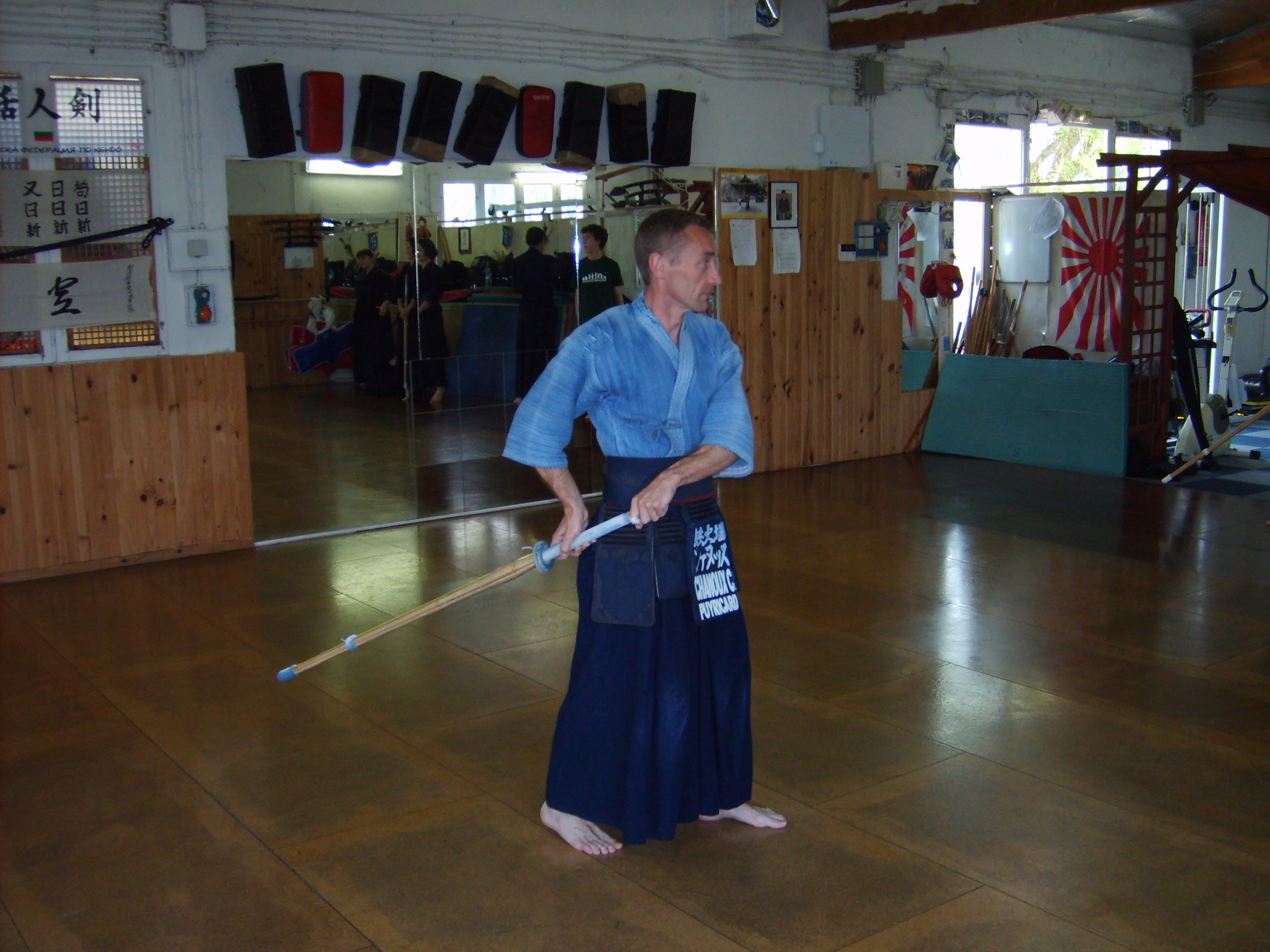
Garde waki au kendo.

Waki-gamae est une garde dans laquelle le pratiquant "cache" la longueur de sa lame derrière son propre corps, ne révélant à l'adversaire que la poignée (tsuka). Cette garde était commune dans le passé - où il n'y avait pas de standard de longueur de lame. Elle jouait un rôle dissuasif face à un adversaire qui ignorait l'arme dissimulée, et s'approchait donc d'une technique de bluff.
Elle permet également de dissimuler l'orientation de la lame, ne donnant à l'adversaire aucune indice quant à l'attaque qui va suivre. En effet, dans cette garde, on peut soit attaquer la lame passant au-dessus de la tête (comme en jodan), soit revenir par le bas, la lame pointant vers le haut.
Elle est aussi connue sous le terme Kamae of Metal (金の構:きんのかまえ) (faisant référence aux Cinq éléments) ou encore Garde lumineuse (陽の構:ようのかまえ) en Ittō-ryū.
Dans le quatrième kata du kendo, Shidachi utilise cette garde face à la garde hassō de uchidachi.

## Sources
- (en) Cet article est partiellement ou en totalité issu de l’article de Wikipédia en anglais intitulé « Waki-gamae » (voir la liste des auteurs).